# Variomètre

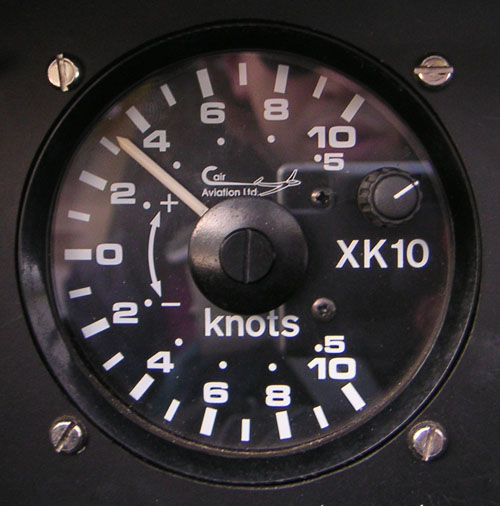
Un variomètre sensible de planeur

Un variomètre est un instrument de bord qui indique la vitesse verticale d'un aéronef (vitesse ascensionnelle ou taux de chute). Il fut inventé en 1929 par l'allemand Alexander Lippisch et l'autrichien Robert Kronfeld.
Dans sa version classique, le variomètre mesure les variations de la pression statique, qui varie avec l'altitude, soit à l'aide d'une capsule barométrique (on parle de variomètre pneumatique) soit via un capteur de pression électronique (variomètre électronique).
Pour un variomètre pneumatique, de l'air à la pression statique extérieure est stocké dans une bouteille appelée « capacité » qui se met à pression avec un temps connu. La pression dans la capacité est donc en retard par rapport à la pression courante. Au moment de la mesure, l'instrument fait la différence entre la pression extérieure et la pression de la capacité. Le variomètre fonctionne avec un léger temps de retard, dû au temps de remplissage de la capacité.
Il existe une version différente, où l'instrument est appelé « à énergie totale » (ou variomètre compensé). Il indique la variation de la somme de l'énergie cinétique (due à la vitesse), et de l'énergie potentielle (due à l'altitude). Il est utilisé pour la pratique du vol à voile, où il est intéressant de connaître le gain d'énergie du planeur dû à la vitesse verticale de la masse d'air, et ce même lors d'une ressource. En effet en vol à voile, l'absence de moteur fait que la seule cause possible d'une augmentation de l'énergie est une masse d'air ascendante (les frottements sont négligés). Le variomètre à énergie totale indique donc la variation d'énergie traduite en vitesse verticale. Lors de la prise de vitesse précédant le décollage, il indique une valeur positive bien que la vitesse verticale soit nulle. Il existe enfin des variomètres dits « netto » qui déduisent la vitesse verticale de la masse d'air, en fonction des variations de l'énergie totale et des caractéristiques du planeur.

## Description

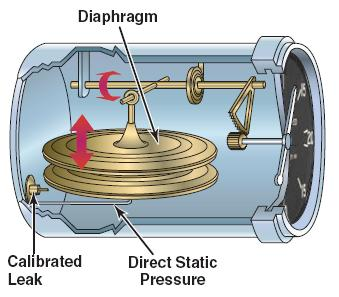
Schéma d'un VSI (vertical speed indicator) pour un avion à moteur

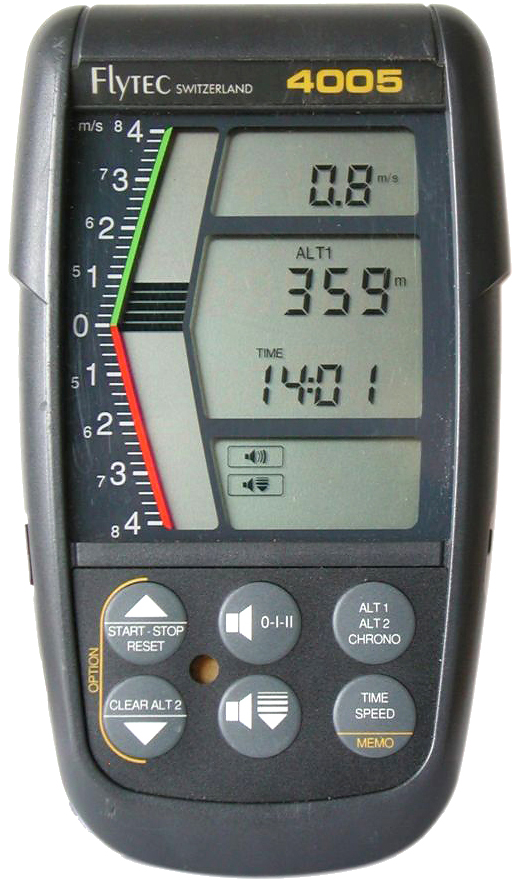
Un variomètre non certifié pour le parapente, le deltaplane ou la montgolfière. L'affichage est à la fois analogique (ruban) et numérique.

Un variomètre pour planeur est un instrument qui mesure la vitesse verticale du planeur en mesurant la variation de la pression extérieure en utilisant une flasque et un orifice étroit (voir la figure ci-dessous). Une version plus rustique pour avion souvent appelée VSI ou (vertical speed indicator) est montrée dans la figure ci-contre. Sous sa forme simple, il consiste en un diaphragme séparant une chambre directement connectée à l'air libre et une chambre connectée à l'extérieur par un orifice calibré qui engendrera une fuite lente. La version électronique simple du VSI consiste d'une flasque d'air connectée à l'air extérieur par l'intermédiaire d'un débitmètre. Le principe du débitmètre est le suivant. Lorsque l'altitude donc la pression atmosphérique change ce qui crée un flux d'air entre la flasque et l'air extérieur. le conduit est équipé de 2 thermistances ce qui permet de mesurer le sens de l'écoulement de l'air (montée ou descente) ainsi que la vitesse d'écoulement du fluide qui est reliée à la différence de température entre les 2 thermistances. Il suffit alors de convertir la vitesse du flux d'air en une vitesse verticale de l'aéronef.
Les VSIs les plus modernes utilisent des capteurs de pression et mesurent la pression statique à l'extérieur et calculent la vitesse verticale en estimant le taux de changement de pression. Ils sont plus fiables, vu qu'il ne peut plus y avoir de fuites dans les tubes ou la flasque. Un VSI instantané utilise des accéléromètres pour obtenir une réponse plus rapide de la vitesse verticale.
Cependant, ces VSIs sont de peu d'intérêt pour le pilote de planeur car celui-ci veut savoir s'il gagne de l'énergie ou non.

## Variomètre à énergie totale

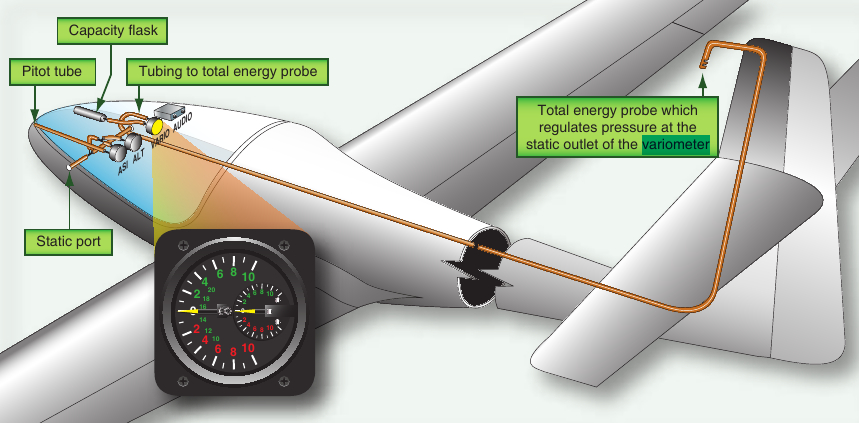
Schéma d'un variomètre compensé (à énergie totale) pour un planeur

### Historique
Au cours de l'évolution du vol à voile, il fut remarqué que l'utilisation de variomètres non compensés pour les changements de vitesse horizontale posaient problèmes. Les pilotes d'avion volant aux instruments veulent connaître les variations d'altitude car celle-ci doit être maintenue à quelques pieds près sous peine d'amende. a contrario, les pilotes de planeur ne sont pas concernés par cette règle, mais veulent en fait connaître leur niveau d'énergie totale(énergie cinétique + énergie potentielle) et donc ne sont pas intéressés par les instruments adaptés aux avions à moteur. Ainsi, un pilote de planeur n'est pas intéressé par les changements bruts d'altitude temporaires causés par une action en remontée en tirant sur le manche mais par la vitesse verticale de la masse d'air dans laquelle il vole. En effet, en tirant sur le manche, le planeur ralentit et le gain d'altitude est illusoire. Pour bien se représenter le caractère illusoire d'une action en tirée de manche, on se référera au crash du vol AF 447 où le copilote eut tiré sur le manche et grimpa de 5 000 pieds pour finalement s'abîmer en mer à la suite d'un décrochage profond. C'est ce que le pilote de planeur ne veut pas faire.
Ainsi, une action de tirée ou de poussée sur le manche (diminution ou augmentation de la vitesse air) aura un effet insignifiant sur la mesure donnée par l'instrument bien que la vitesse verticale variera en montée ou en descente.
La plupart des planeurs modernes y compris les planeurs école sont équipés d'un variomètre à énergie totale.
Le variomètre peut être équipé d'un anneau de MacCready qui indique la vitesse de croisière optimale dans des conditions données.

### Principe physique
Théorème : Soient, p la pression atmosphérique, ρ la masse volumique de l'air, v la vitesse air de l'aéronef, m sa masse. On définit la pression pt comme suit :
{\displaystyle p_{t}=p-{1 \over 2}\rho v^{2}}
La variation de pt est proportionnelle à la variation de l'énergie totale (potentielle + cinétique) de l'aéronef suivant la formule suivante, :
{\displaystyle {dp_{t} \over dt}=-{\rho  \over m}{dE_{t} \over dt}}

### Principe du système à énergie totale
Pour compenser les actions sur le manche il suffit donc d'être capable de mesurer pt Pour cela, on crée une pression dynamique négative en installant un tube Pitot à l'envers. C'est ainsi qu'un petit orifice est placé à l'arrière de la tige de compensation qui fait effet de tube Pitot négatif (voir la figure supra). La tige est connectée à une flasque qui est supposée avoir la même pression statique que la pression totale à l'orifice de la tige. La flasque est elle-même connectée au variomètre qui mesurera donc les changements de pression pt au cours du temps. On remarquera que le volume de la flasque est de peu d'importance et que la taille de l'orifice sur la tige doit être suffisamment petite pour que l'écoulement soit aussi laminaire que possible sans que diamètre de l'orifice ait à être déterminé de manière précise.

## Erreur causée par un variomètre à énergie totale
Un variomètre à énergie totale est censé mesurer la vitesse de montée d'un planeur en faisant abstraction des changements de vitesse horizontale qui induisent ce qui est appelé en anglais stick thermals lorsque le pilote tire sur le manche. Un tel variomètre détecte donc les changements d'énergie du planeur exprimé en vitesse verticale. En pratique un tel variomètre mesure e exprimé en mètres par seconde exprimé par :
{\displaystyle e={{\dot {E}}(t) \over mg}}
où Ė(t) est la dérivée par rapport au temps  de l'énergie totale (énergie cinétique + énergie potentielle).
En fait, lorsque le planeur va rencontrer de rafales horizontales de vent, le variomètre à énergie totale va donner des indications fausses.
On considère un planeur volant à la vitesse v subissant un changement de vitesse δ v sur une distance d. Soit g l'accélération de la pesanteur.
L'erreur variométrique sera la suivante :
{\displaystyle \delta e={\delta v\ v^{2} \over gd}}
On constate que l'erreur variométrique est proportionnelle au carré de la vitesse du planeur. Ainsi, un planeur de compétition volant à 100 nœuds au lieu d'un planeur école volant à 50 nœuds verra son erreur variométrique multipliée par 4.
On considère maintenant le planeur école volant à v = 25 m/s rencontrant une rafale de δ v = 1m/s s'étalant sur une distance d = 100 m. L'erreur va être :
{\displaystyle \delta e={1\times 25^{2} \over 10\times 100}=0.625} m/s
soit environ 1.25 nœuds.
On considère maintenant le planeur de compétition rencontrant la même rafale mais volant à 50 m/s. L'erreur variométrique sera alors:
{\displaystyle \delta e={1\times 50^{2} \over 10\times 100}=2.5} m/s
soit environ 5 nœuds.
On considère maintenant le planeur de compétition rencontrant une rafale de 3 m/s sur 100 mètres et volant à 50 m/s. L'erreur variométrique sera alors:
{\displaystyle \delta e={3\times 50^{2} \over 10\times 100}=7.5} m/s
Le variomètre va se bloquer en montée ; le pilote trop confiant va croire qu'il a contacté une ascendance très très forte alors qu'il aura simplement rencontré une rafale un peu plus violente. C'est pourquoi il est important de détecter les accélérations verticales minimes qui peuvent facilement être détectées par un pilote expérimenté qui utilise ce qui est appelé en anglais the detection using his seat of pants (expression non traduite...).

## Variomètre Netto
À l'aide d'un programme informatique, il est possible de déduire la vitesse verticale de la masse d'air. On considère la polaire des vitesses qui donne la polaire des vitesses c'est-à-dire la vitesse de chute du planeur dans une masse d'air en fonction de la vitesse air horizontale. D'après la théorie des profils mines, la polaire des vitesses s'exprime comme suit :
{\displaystyle V_{z}=\left({P \over \rho V^{2}\lambda \pi e}+{\rho C_{x,\mathrm {p} }V^{2} \over 2P}\right)V}
où les coefficients sont définis dans l'article Finesse (aérodynamique).
La charge alaire P peut être estimée en virage suivant la formule suivante :
{\displaystyle P={mg \over \cos \theta }}
où {\displaystyle \theta } est l'angle d'inclinaison, m la masse du planeur et g l'accélération de la pesanteur.
Ainsi, si un variomètre à énergie totale mesure la vitesse de montée w compensée et un anémomètre mesure la vitesse air du planeur par une simple arithmétique, il est possible de calculer Vz et donc en déduire la vitesse de la masse d'air qui est :
{\displaystyle w_{a}=w+V_{z}}
Le variomètre Netto peut encore être amélioré en utilisant des mesures GPS. Ainsi, il peut estimer la force d'une rafale horizontale en comparant la vitesse GPS avec la vitesse air. En utilisant le formulaire établi supra, il est donc possible de compenser les indications erronées provoquées par une rafale de vent horizontal.